# فركلة
فركلة هو مصطلح يطلق على مدينة تنجداد بالجنوب الشرقي للمملكة المغربية، وتقع المدينة بجهة درعة تافيلالت، على بعد 80كلم جنوب مدينة الراشدية (عاصمة الجهة). تنقسم مدينة تنجداد (فركلة) الى قسمين فركلة العليا فركلة السفلى وتفصل بينهما الجماعة الحضرية لتنجداد او فركلة عموما.

## فركلة العليا

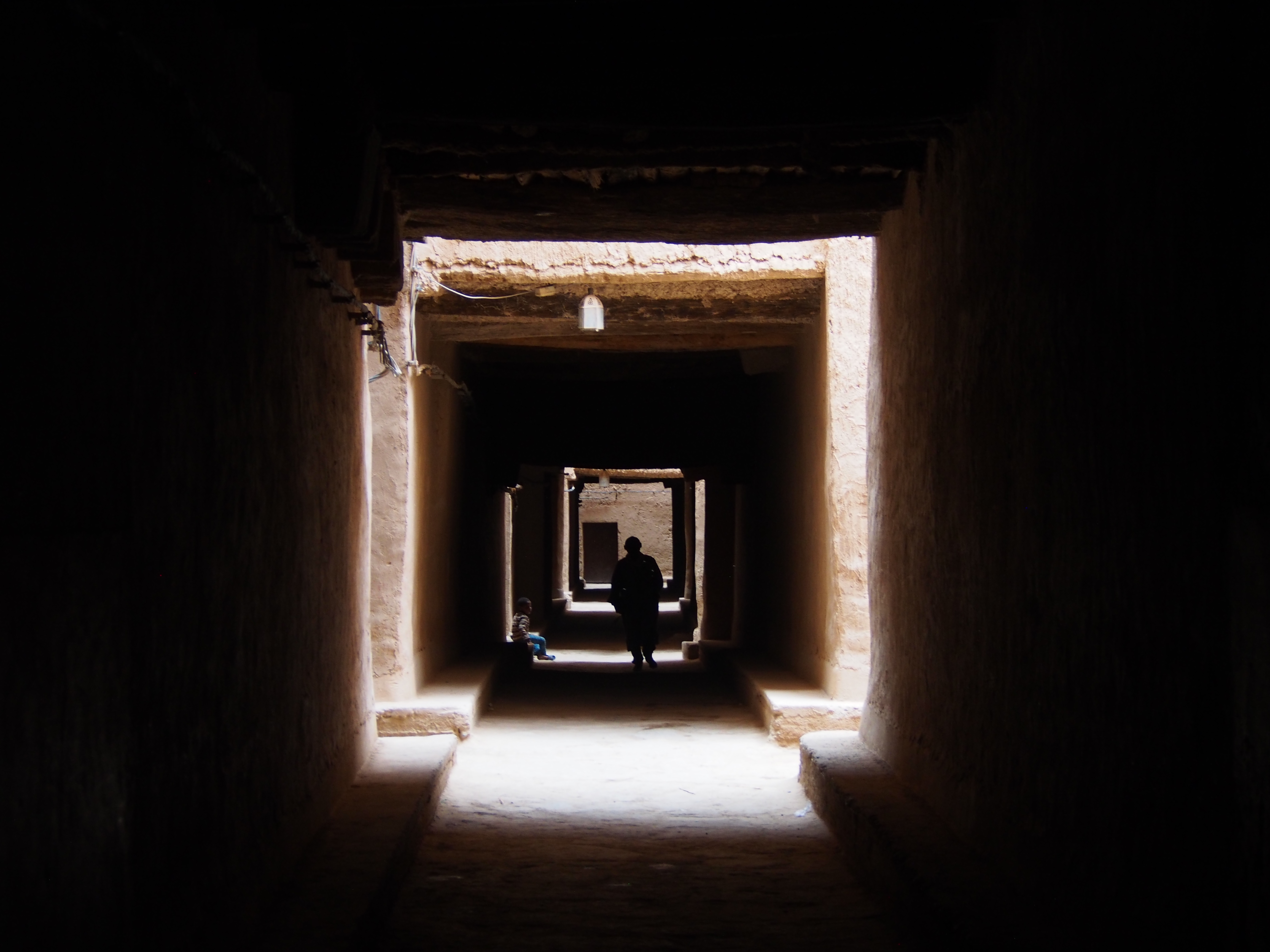

تقع على الضفة الجنوبية للجماعة الحضرية لتنجداد على الطريق المؤدية إلى تنغير، وتضم مجموعة من القصور (القصبات) كقصور أيت عاصم، الخربات، كاردميت،السات و أسرير الذي يعتبر بدوره تجمع سكاني يتكون من  عدة قصور : كأيت حمو، أيت لبزم ، أيت بوتخساين، أيت فرح، أيت بوحدو و أيت عيسى. يعود بناءه إلى العهد المرابطي حيث تم بناء مسجد أيت فرح في عهد يوسف بن تاشفين ، ولا تزال هده المعلمة التاريخية تشهد على فن العمارة المرابطية، بقبتها و صومعتها ومنبرها وقاعة الصلاة الواسعة .

## فركلة السفلى
تقع فركلة السفلى في الضفة الشمالية للجماعة الحضرية لتنجداد في اتجاه الراشدية وتضم هي الأخرى مجموعة من القصور والواحات كقصر آيت بن عمر، القصيبة، تيغفرت، تيزكاغين، وقطع الواد وقصور اخرى.
وتضم جماعة فركلة الكبرى ما يقارب 38 قصرا موزعة على مساحة إجمالية تقدر بـ98 ألف و400 هكتار على علو 1062 متر على مستوى سطح البحر. ويصل عدد سكانها خلال احصاء سنة 2014 إلى 43999.

### المشاكل الطبيعية للواحة

##### الجفاف
يعتبر الموقع الجغرافي للمنطقة من أهم المشاكل التي تحد من تساقط الأمطار بكميات مهمة حيث ان جبال الأطلس الكبير من الجهة الغربية تقف عائقا أمام الرطوبة للوصول إلى الواحة مما يفسح المجال إلى التيارات الساخنة أو الشركي القادمة من الشرق والجنوب بتكوين مناخ حار وجاف. ومن جهة أخرى تميزت بانخفاض مستمر للفرشات المائية مما أدى إلى جفاف الوديان، وتعاقب فترات الجفاف أدت إلى تدهور أشجار النخيل وكذلك اصابتها بمرض البيوض.

##### التصحر
انبساط المنطقة وشح التساقطات بالإضافة إلى الرياح الشديدة وضعف الغطاء النباتي كلها عوامل ساهمت في ظاهرة التصحر في المنطقة أو ما يطلق عليه بزحف الرمال، بحيث ان إرتفاع الكتبان الرملية في بعض المناطق يصل إلى أربعة أمتار دون اغفال عوامل التعرية ونقل الرمال نظرا لظاهرة قطع الأشجار والنباتات التي تنمو في المنطقة لأغراض نفعية للساكنة. 
ورغم ذلك فالساكنة في بعض المناطق تحاول جاهدتا منع تقدم الكتبان الرملية بوسائل بسيطة من خلال إنشاء جدران طينية أسوار من جريد النخيل أو القصب.